# Nikolai Iwanowitsch Kulbin

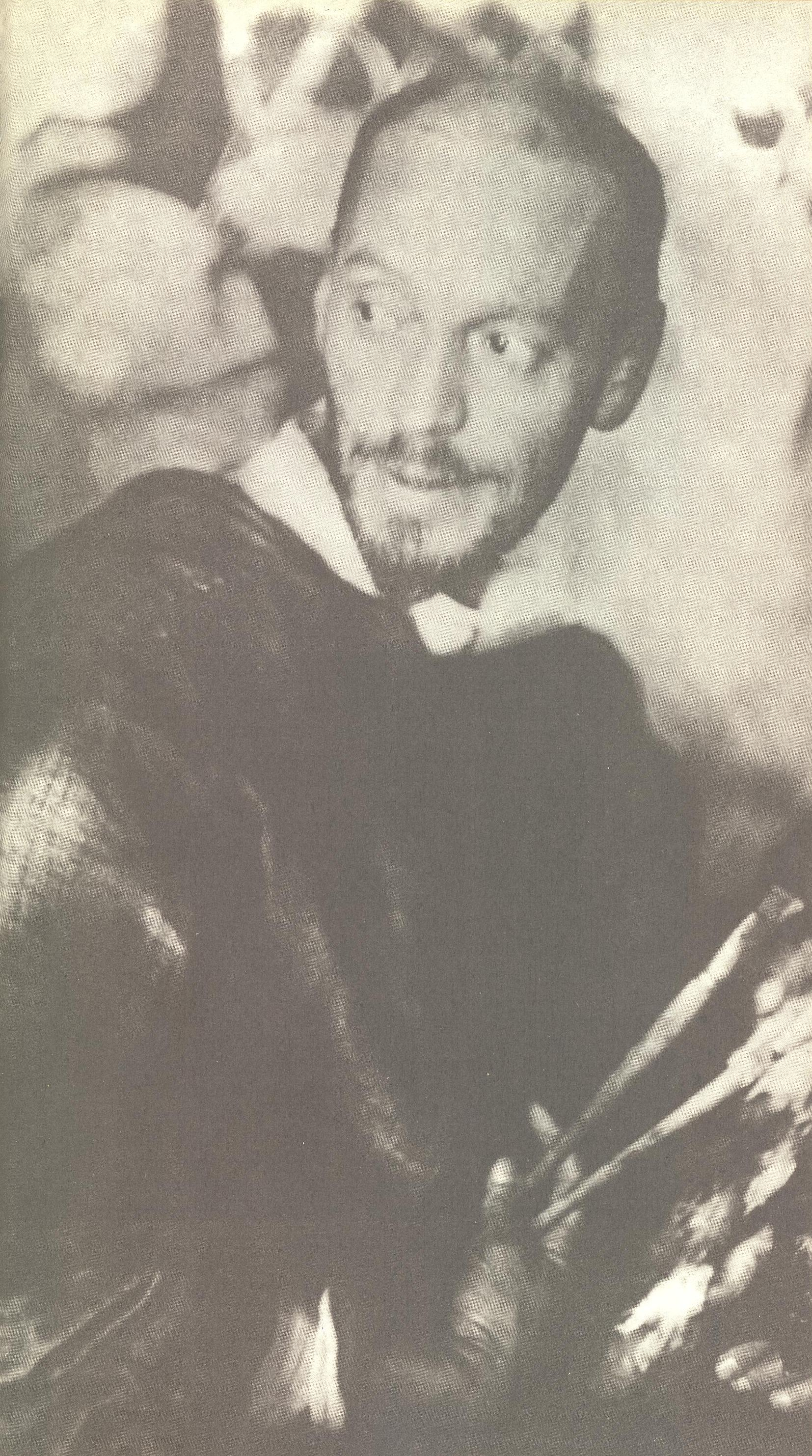
Nikolai Kulbin (unbekannter Fotograf, 1909)

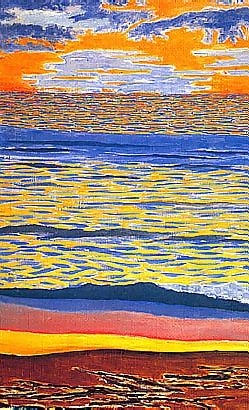
Nikolai Kulbin

Nikolai Iwanowitsch Kulbin (russisch Николай Иванович Кульбин; geboren 20. April 1868 in Helsinki ; gestorben 20. März 1917 in Petrograd) war ein russischer Militärarzt, Maler, Grafiker,  Kunsttheoretiker, Musiktheoretiker und Mäzen des russischen Futurismus.

## Leben
Kulbin wuchs in St. Petersburg auf, wo er ab 1887 an der Medizinischen Militärakademie Medizin studierte, das Studium 1893 abschloss und 1895 über Alkoholismus promovierte. Er wurde Allgemeinarzt und Professor an der Petersburger Militärakademie und hatte verschiedene medizinische Veröffentlichungen. Zum Zeichnen und zur Fotografie kam er über die Mikroskopie.
Seit 1908 nahm er an Kunstausstellungen teil. 1910 organisierte er die Ausstellung „Treugolnik“ (Triangel), in der unter anderen sein Freund David Burljuk ausstellte. Er war der Hyläa-Gruppe, aus der der Kubo-Futurismus hervorging, verbunden. 1912 beteiligte er sich an der Ausstellung der Gruppe Karo-Bube. Er war 1912 Bühnenbildner am Theater in Terijoki und 1913–1914 am Pik-Dame-Theater.
1912 veröffentlichte er auf Einladung von Wassily Kandinsky den Beitrag „Die freie Musik“ für den Almanach Der Blaue Reiter. Seine Grundgedanken hatte er schon 1908 in St. Petersburg verkündet und 1910 in dem von ihm herausgegebenen Sammelband Studio der Impressionisten (russ.) veröffentlicht, dessen gestalterischen Aufbau später der Almanach übernahm. In dem kurzen Artikel skizzierte er Thesen zur Befreiung der Musik, die er mit Arthur Lourié bereits zu dieser Zeit entwickelt hatte, und nannte darunter als ein neues Element die „Viertel- und Achteltöne“, die beispielsweise auch in der alten Hindu-Musik verwendet würden.
Als Maler nahm er 1913 am Ersten Deutschen Herbstsalon in der Berliner Galerie „Der Sturm“ von Herwarth Walden teil. Er zeigte dort „Die Madonna von Putywyl“ und „Der Disput“, letztere Zeichnung war auch im Ausstellungskatalog abgebildet.
Marinetti besuchte vom 26. Januar bis 15. Februar 1914 Moskau und St. Petersburg, um dort die russischen Futuristen zu treffen, die Vortragsreise hatte Kulbin organisiert. Gegen Marinetti polemisierten in Moskau zusammen mit Benedikt Livshits, einige russische Futuristen, die sich von Marinetti bevormundet fühlten, und Welimir Chlebnikow, der sich wegen dieser Kritik mit Kulbin überwarf, trat in der Folge aus der Hyläa-Gruppe aus. Kulbin galt unter den russischen Futuristen bei den „radikalen Asiaten“ (Parole: „Wir und der Okzident“) nun als „gemäßigter Europäer“.
Bei der Futuristenausstellung in Rom, die vom 4. April bis 30. Mai 1914 unter der Leitung von Guido Sprovieri in der „Galleria Futurista“  in der Via del Tritone 125 stattfand, waren neben „Nicola I. Koulbine“ drei weitere Russen vertreten: Alexandra Exter, Alexander Archipenko und Olga V. Rosanoff. Kulbin zeigte zwei Objekte: „Donna + sole = interferenza“ und „Ritratto di F. T. Marinetti (Interferenze)“.

## Werke
- Studiya impressionistov, 1910 (Hrsg.)
- Die freie Musik, in: Kandinsky/Franz Marc: Der Blaue Reiter, Piper, München 1912. Dokumentarische Neuausgabe von Klaus Lankheit (1965). Piper Verlag, München 2004, ISBN 3-492-24121-2
- Albert Kivikas übersetzte Nikolai Kulbins Kubismus vom Russischen ins Estnische.  Kirjastus Arlekiin, Tartu 1920

### Zeichnungen
Porträtzeichnungen von Kulbin:
- David Burljuk, Aleksei Krutschonych, Filippo Tommaso Marinetti (1914), Welimir Chlebnikow (1913)[6]